# Isotoma acrea
Isotoma acrea är en urinsektsart som beskrevs av John L. Wray 1953. Isotoma acrea ingår i släktet Isotoma och familjen Isotomidae. Inga underarter finns listade i Catalogue of Life.